# Elecciones presidenciales de Seychelles de 1998
Las elecciones presidenciales de Seychelles de 1998 tuvieron lugar en marzo de ese año, al mismo tiempo que las elecciones parlamentarias, con el objetivo de renovar la presidencia de la república para el período 1998-2003. Fueron las segundas elecciones desde la restauración del multipartidismo, y las últimas que tendrían lugar al mismo tiempo que las elecciones para la Asamblea Nacional. France-Albert René, presidente desde 1977, se presentó para la reelección por el Frente Progresista del Pueblo de Seychelles (FPPS), siendo sus únicos dos oponentes Wavel Ramkalawan, del Partido Nacional de Seychelles y apoyado por la coalición Oposición Unida, y el expresidente James Mancham, del Partido Democrático de Seychelles (SDP).
El 4 de febrero de 1998 se anunció la fecha de los comicios. Se esperaba que el presidente René y su partido ganaran fácilmente las elecciones. René disfrutó de un fuerte apoyo para introducir un sistema de bienestar social y se benefició de la incapacidad de la oposición para unirse en su contra.
En última instancia, René obtuvo una aplastante victoria con el 66.67%, exactamente dos tercios de los sufragios. En segundo lugar quedó Ramkalawan, con el 19.53% y en último lugar Mancham, con el 13.80%. El Partido Nacional de Seychelles y el propio Ramkalawan pusieron fin al bipartidismo que mantenía el Partido Democrático con el FPPS antes del golpe de Estado de 1977 y en el período posterior a la democratización en 1993, obteniendo además el monopolio electoral de la oposición. Hasta la actualidad, el SNP es una de las dos mayores fuerzas políticas del país. Mancham se retiró de la política después de su derrota.

## Resultados
|  | 66.67 % |

|  | 19.53 % |

|  | 13.80 % |

|  | 97.95 % |

|  | 2.05 % |

|  | 100.00 % |

|  | 86.70 % |